# Sendets (Pirineos Atlánticos)
 Sendets  es una población y comuna francesa, en la región de Aquitania, departamento de Pirineos Atlánticos, en el distrito de Pau y cantón de Morlaàs.

## Demografía
| 253                       | 275 | 285 | 318 | 445 | 485 | 529 | 531 | 551 | 563 | 567 | 560 | 525 | 550 | 526 | 533 | 531 | 580 | 530 | 518 | 512 | 411 | 420 | 407 | 409 | 379 | 400 | 359 | 407 | 454 | 561 | 640 | 737 | 826 |
| (Fuente: Cassini e INSEE) |     |     |     |     |     |     |     |     |     |     |     |     |     |     |     |     |     |     |     |     |     |     |     |     |     |     |     |     |     |     |     |     |     |

Forma parte de la aglomeración urbana de Pau.